# Footloose (Album)
Footloose ist ein Jazzalbum von Paul Bley. Die 1962 und 1963 in den Medallion Studios, Newark, New Jersey, entstandenen Aufnahmen erschienen erstmals 1963 auf Savoy Records. Unter dem Titel Floater & Syndrome – The Upright Piano Sessions Revisited wurden die Sessions 2025 auf dem Label Ezz-thetics in vollständiger Form herausgebracht.

## Hintergrund
Dieses Album wurde in zwei verschiedenen Sessions aufgenommen, die erste am 17. August 1962, die zweite am 12. September 1963, beide in den Medallion Studios in Newark, New Jersey; die Musiker beider Sessions waren jeweils dieselben: Paul Bley am Klavier, Steve Swallow am Kontrabass und Pete LaRoca am Schlagzeug. Bley und Swallow haben seit 1961 zusammen im Jimmy Giuffre Trio gespielt und zwischen den beiden Sessions mit dem Paul Bley Trio 1962 Guiffres Klassiker Free Fall (Columbia, 1963) aufgenommen.
1963 veröffentlichte Savoy die LP Footloose!, die acht Titel enthielt, drei aus der Session von 1962 und fünf aus der von 1963. 1984 veröffentlichte das Label die LP Floater, die alle fünf Songs der Session von 1962 enthielt, darunter Carla Bleys „Around Again“, sowie zwei Stücke von der Session von 1963, Paul Bleys „Turns“ und „Ballad No. 4“. 1986 veröffentlichte das Label Syndrome, das die restlichen Stücke der Session von 1963 sowie eine zweite Aufnahme des Stücks „King Korn“ und eine Session-Version von „Around Again“ von 1963 enthielt. Insgesamt enthielten „Floater“ und „Syndrome“ sämtliches Material der Sessions von 1962 und 1963.
Das Album Floater & Syndrome enthält alle Stücke außer den zweiten Versionen von „Around Again“ und „King Korn“, insgesamt 13 Stücke, fünf von Paul Bley, fünf von Carla Bley, seiner damaligen Frau, „When Will The Blues Leave“ und „The Circle with the Hole in the Middle“ von Ornette Coleman sowie „Stereophrenic“ von David N. Baker.

## Titelliste
- Paul Bley: Footloose (Savoy Records – MG-12182)[2]

A1		When Will The Blues Leave (Ornette Coleman)

A2		Floater (Carla Bley)

A3		Turns (Paul Bley)

A4		Around Again (Carla Bley)

B1		Syndrome (Carla Bley)

B2		Cousins (Paul Bley)

B3		King Korn (Carla Bley)

B4		Vashkar (Carla Bley)
- Paul Bley Trio: Floater & Syndrome – The Upright Piano Sessions Revisited (ezz-thetics 1178)[3]

1. When Will The Blues Leave (Ornette Coleman)
2. Floater (Carla Bley)
3. Stereophrenic (David N. Baker)
4. The Circle with the Hole in the Middle (Ornette Coleman)
5. Around Again  (Carla Bley)
6. Syndrome  (Carla Bley)
7. Cousins
8. King Korn  (Carla Bley)
9. Vashkar (Carla Bley)
10. Ballad No.1
11. Ballad No. 2
12. Ballad No. 4
13. Turns

Wenn nicht anders vermerkt, stammen die Kompositionen von Paul Bley.

## Rezeption

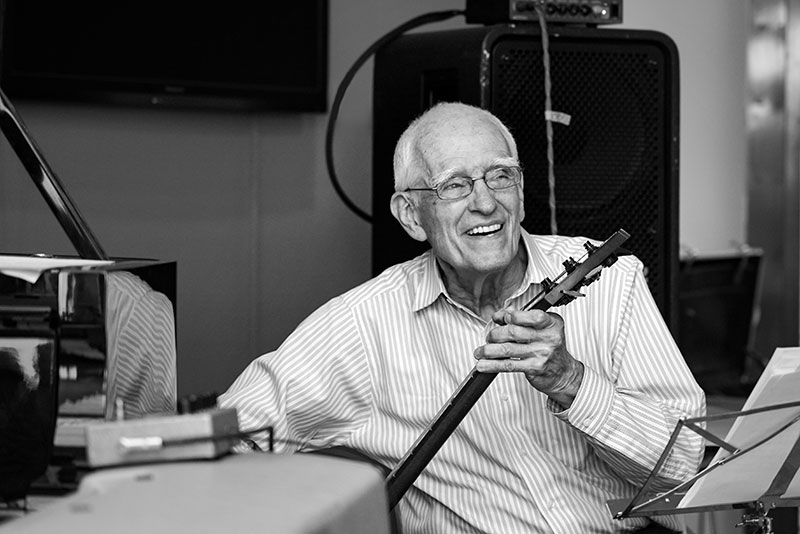
Steve Swallow (2018)

Mit Spielzeiten von 3:17 Minuten bei Paul Bleys „Turns“ bis zu 7:12 Minuten bei Carla Bleys „Syndrome“ sei hier nichts zu lang, und jedes Stück verdiene die ungeteilte Aufmerksamkeit der Zuhörer, meint John Eyles (Squid‘s Ear) zur Neuausgabe bei Ezz-thetics. Natürlich würde Bleys Klavierspiel die Aufmerksamkeit fesseln und sei von Anfang bis Ende exquisit, sodass es sogar ein einfaches Klavier wie einen Flügel klingen lasse. Swallow und LaRoca würden eine Begleitung bilden, die das Klavier umrahmt, ohne zu übertreiben oder zu routiniert zu klingen. Jeder von ihnen spiele Solo, wenn es die Gelegenheit erlaubt, und verleihe so der Musik Abwechslung und Energie. Die Aufnahmebalance zwischen den drei Instrumenten sei ideal. Wie immer bei ezz-thetics sei die Klangrestauration und das Mastering ausgezeichnet gelungen, und insgesamt dürfte diese Veröffentlichung der Aufnahmen von 1962 und 1963 kaum zu übertreffen sein.
Eugene Chadbourne verlieh dem Album Footloose in Allmusic vier Sterne und schrieb, der Klang von Paul Bleys Trio erinnere sofort zu Beginn dieser Aufnahme an Lennie Tristano. Ausnahmsweise würde Bley mit einem so kraftvollen Anschlag spielen, dass ein passend dunkler Vorhang die Musik umhülle; daraus breche eine Reihe unglaublich inspirierter Blues-Refrains hervor. So beginne eines von Bleys schönsten Alben, eine Aufnahme aus New York City Anfang der 1960er Jahre.
Dem Album Syndrome verlieh Scott Yanow in Allmusic drei Sterne und meinte, Paul Bleys Trio aus den Jahren 1962–63 sei lange unterschätzt worden, teilweise weil die Hälfte seiner Aufnahmen damals unveröffentlicht blieb. Als nächster logischer Schritt nach dem Bill Evans Trio habe sich Bleys Gruppe dadurch auszeichnet, dass sie bei Gruppenimprovisationen, die meist melodisch, aber nie zu vorhersehbar waren, oft als gleichberechtigte Partner agierten. Obwohl die Stücke auf dieser LP (wie „Cousins“, „King Korn“ und „Vashkar“) nie ein Erfolg wurden, sei die Musik recht innovativ und nehme in der Jazzgeschichte ihre eigene Nische ein.
Ian Carr hebt im Jazz – Rough Guide das Album als eines der bedeutendsten in der Diskographie des Pianisten hervor; die ruhige, konzentrierte Intensität bleibe während des gesamten Albums erhalten, das viele beeinflusst habe, darunter Keith Jarrett, der sagte, dies sei „eine Platte, die ich gehört habe“.